# Marco Caminati
Marco Caminati (* 23. September 1992 in Cesena) ist ein italienischer Beachvolleyballspieler.

## Karriere
Caminati spielte von 2014 bis 2018 überwiegend an der Seite von Enrico Rossi. 2014 belegten die beiden bei der U23-Weltmeisterschaft im polnischen Mysłowice Platz neun. In den Folgejahren hatten Caminati/Rossi einige Turniersiege bei nationalen Turnieren. Sie starteten auch auf der FIVB World Tour, auf europäischen CEV-Turnieren sowie bei den Europameisterschaften 2015 in Klagenfurt, 2016 in Biel/Bienne und 2018 in den Niederlanden.
Zwischendurch spielte Caminati einige Turniere zusammen mit Alex Ranghieri. 2015 gelang den beiden bei den Luzern Open der erste Sieg auf der FIVB World Tour und 2016 ein vierter Platz beim Grand Slam in Long Beach. Seit 2018 war Ranghieri sein fester Partner auf der World Tour. Die beiden Italiener erreichten das Finale beim 2-Sterne-Turnier in Aydın und starteten auch bei der Weltmeisterschaft 2019 in Hamburg. Im Anschluss erreichten sie noch das Halbfinale beim 3-Sterne-Turnier in Edmonton. Danach trennten sie sich. Marco Caminati bestritt ab 2020 nur einige Turniere in seinem Heimatland mit verschiedenen Partnern und überschaubaren Erfolgen.